# Eupithecia subnotata
Eupithecia subnotata är en fjärilsart som beskrevs av Jacob Hübner. Eupithecia subnotata ingår i släktet Eupithecia och familjen mätare. Inga underarter finns listade i Catalogue of Life.